# Cyrba lineata
Cyrba lineata là một loài nhện trong họ Salticidae.
Loài này thuộc chi Cyrba. Cyrba lineata được Fred R. Wanless miêu tả năm 1984.